# Алея Слави (Чортків)
Алея Слави — меморіальний комплекс пам'яті Героям Чортківщини, загиблим у російсько-українській війні (з 2014) на сході України. Розташована в місті Чортків, неподалік парку культури та відпочинку імені Івана Франка.

## Відомості
По обидва боки Алеї Слави розташовані меморіальні плити з викарбуваними іменами загиблих Героїв Чортківщини.
Наприкінці Алеї Слави височить пам'ятник-погруддя Герою України Сергію Кульчицькому з бронзи. Автор пам'ятника-погруддя — Олесь Маляр.
Урочисте відкриття пам'ятника та меморіальних плит відбулося 4 серпня 2019 року.

## Галерея

Пам'ятник Сергію Кульчицькому
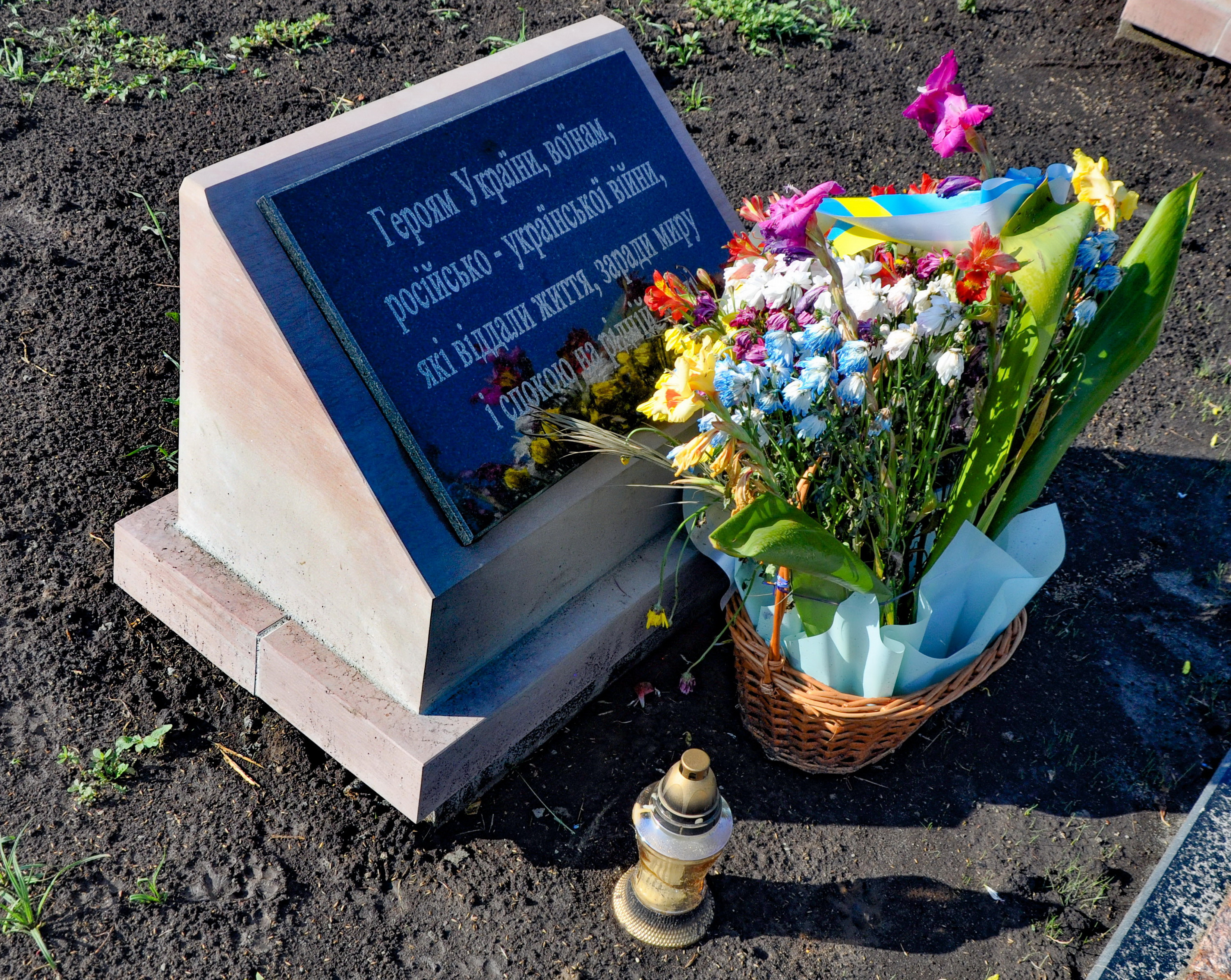
Меморіальна дошка Героям України, воїнам російсько-української війни, які віддали життя, заради миру і спокою на рідній землі
Меморіальна дошка Василю Богоносюку
Меморіальна дошка Денису Громовому
Меморіальна дошка Роману Ільяшенку
Меморіальна дошка Руслану Коцюку
Меморіальна дошка Роману Рущаку
Меморіальна дошка Івану Сторчаку
Меморіальна дошка Ігорю Штунику